# Karaops banyjima
Espèce
Karaops banyjima est une espèce d'araignées aranéomorphes de la famille des Selenopidae.

## Distribution
Cette espèce est endémique du Pilbara en Australie-Occidentale,. Elle se rencontre  dans la région des monts Hamersley.

## Description
La femelle holotype mesure 6,00 mm.
Le mâle décrit par Crews en 2023 mesure 4,77 mm.

## Systématique et taxinomie
Cette espèce a été décrite par Crews en 2013.

## Publication originale
- Crews, 2013 : « Thirteen new species of the spider genus Karaops (Araneae: Selenopidae) from Western Australia. » Zootaxa, no 3647, p. 443-469.